# Gora Komarova
Gora Komarova är ett berg i Antarktis. Det ligger i Östantarktis. Australien gör anspråk på området. Toppen på Gora Komarova är 1 577 meter över havet.
Terrängen runt Gora Komarova är huvudsakligen lite kuperad. Trakten är obefolkad. Det finns inga samhällen i närheten.